# Undine Lang
Undine Emmi Annelore Lang (* 8. Januar 1974 in Innsbruck) ist eine österreichische Psychiaterin und Psychotherapeutin.

## Leben
Lang studierte von 1992 bis 1998 Medizin an der Universität Tübingen und promovierte dort 1999. Sie arbeitete von 1998 bis 2001 als Assistenzärztin an der Psychiatrischen Klinik der Charité in Berlin und wurde 2000 dort approbiert. Von November 2001 bis Dezember 2003 widmete sie sich mit einem Stipendium der Kommission zur Förderung von Nachwuchswissenschaftlerinnen der Freien Universität Berlin der Forschung auf dem Gebiet der Neurotrophine. Von Januar bis August 2004 war sie erneut als Assistenzärztin an der Psychiatrischen Klinik der Charité und von September 2004 bis September 2005 als Assistenzärztin an der Neurologischen Klinik der Universität Tübingen tätig. Lang ließ sich zur Verhaltenstherapeutin und später Supervisorin ausbilden. 2005 wurde sie an der Freien Universität Berlin habilitiert.
2006/07 war Lang Oberärztin an der Psychiatrischen Klinik des Universitätsklinikums Dresden sowie Lehrbeauftragte der Universität Dresden für die Fächer Psychiatrie, Psychotherapie und Psychologie. Ab Juni 2007 war sie Oberärztin an der Akutstation und Aufnahmestation der Psychiatrischen Klinik der Charité in Berlin. Seit dem 1. Januar 2012 ist sie ordentliche Professorin für Erwachsenenpsychiatrie an der Universität Basel und Chefärztin der Erwachsenenpsychiatrischen Klinik der Universitären Psychiatrischen Kliniken Basel.

## Schriften
- Einfluß von Östrogenen auf den MinK-Kanal. Dissertation, Universität Tübingen, 1999.
- Neurotrophine und ihr Beitrag zur Pathophysiologie psychiatrischer Erkrankungen. Habilitationsschrift, Freie Universität Berlin, 2005.
- Innovative Psychiatrie mit offenen Türen. Springer, Berlin 2013.
- Resilienz. Ressourcen stärken, psychisches Wohlbefinden steigern. Kohlhammer, Stuttgart 2019.